# Live in Europe (Agua de Annique)
Live in Europe is een album van Anneke van Giersbergen met haar band Agua de Annique. Het album is uitgebracht op 15 oktober 2010 en bevat liederen die gespeeld werden tijdens verschillende live-uitvoeringen in Europa.

## Nummers
| Nr. | Titel               | Schrijver(s)                                                                                           | Duur |
| --- | ------------------- | --- | ---- |
| 1.  | Intro               | Anneke van Giersbergen                                                                                 | 1:03 |
| 2.  | The world           | Anneke van Giersbergen                                                                                 | 4:05 |
| 3.  | My girl             | Anneke van Giersbergen                                                                                 | 4:10 |
| 4.  | Who I am            | Anneke van Giersbergen, Jacques de Haard, Ruud Jolie, Rob Snijders                                     | 3:40 |
| 5.  | Day after yesterday | Anneke van Giersbergen                                                                                 | 4:06 |
| 6.  | Hey okay!           | Anneke van Giersbergen                                                                                 | 2:39 |
| 7.  | Fury                | Anneke van Giersbergen, Jacques de Haard, Ruud Jolie, Rob Snijders                                     | 4:09 |
| 8.  | Beautiful one       | Anneke van Giersbergen                                                                                 | 5:04 |
| 9.  | Adore               | Anneke van Giersbergen, Jacques de Haard                                                               | 4:03 |
| 10. | I want              | Anneke van Giersbergen                                                                                 | 3:24 |
| 11. | Laugh it out        | Anneke van Giersbergen, Jacques de Haard, Ruud Jolie, Rob Snijders                                     | 3:56 |
| 12. | Witness             | Anneke van Giersbergen                                                                                 | 5:04 |
| 13. | Shrink              | Anneke van Giersbergen, Frank Boeijen, Hugo Prinsen Geerligs, Hans Rutten, René Rutten, Jelmer Wiersma | 4:45 |

## Bezetting
- Anneke van Giersbergen (zang en piano)
- Rob Snijders (drums)
- Ruud Jolie (gitaar)
- Jacques de Haard (basgitaar)